# Домодосола-Олтребоња (Вербано-Кузио-Осола)
Домодосола-Олтребоња је насеље у Италији у округу Вербано-Кузио-Осола, региону Пијемонт.
Према процени из 2011. у насељу је живело 134 становника. Насеље се налази на надморској висини од 283 м.